# Srpski dom u Vukovaru
Srpski dom je građevina za kulturne namjene u gradu Vukovaru.

## Namjena
Sve do početka Drugog svjetskog rata ovdje su se obilježavali nacionalni i vjerski blagdani, a održavane su akademije, zabave, nastava i ostali kulturni sadržaji srpske nacionalne zajednice u gradu na Dunavu. Tu se nalazilo i sjedište srpskog pjevačkog društva „Javor“ koji je u prostoru doma također imao svoj arhiv i knjižnicu.

## Smještaj
Nalazi se u ulici Europske unije u samom središtu grada Vukovara. Odmah do Saborne crkve sv. Nikole izgrađene 1737., s kojom čini kulturno-sakralnu cjelinu.

## Povijest
Početkom 20. stoljeća dolazi se na ideju izgradnje Srpskog doma u gradu Vukovaru za kulturne i vjerske potrebe srpske zajednice u gradu na Dunavu. Vukovarski Srbi daju priloge za izgradnju zgrade Srpskog doma u središtu grada odmah do Saborne crkve Svetog Nikole.
Prvobitna zgrada podignuta je 1733. godine za pravoslavnu srpsko-ruskoslavensku školu koju je osnovao Timofej Levandovski. Ova zgrada izgorjela je u požaru 1822. godine.
Na istom mjestu gradi se novi velebni barokni objekt. S obzirom na to da su u njoj bili smješteni i srpsko pjevačko društvo "Javor" i Srpska ženska dobrotvorna zadruga, zgrada postaje mala i pristupa se gradnji nove zgrade, koja postoji i danas. Inicijativu je dao 31. studenog 1903. godine vukovarski odvjetnik dr. Svetislav Novak, nakon čega je formiran Odbor za izgradnju sastavljen od 40 uglednih vukovarskih Srba. Za predsjednika odbora bio je izabran odvjetnik dr. Aleksandar Peičić. Zgrada je izgrađena 1904. godine prilozima uglednih vukovarskih Srba (veleposjednik Radivoj Paunović, Jovan Baić, Vasa Mihailović i dr.) kao i udjelima tadašnjih srpskih institucija u gradu (Srpska štedionica, Srpska kreditna banka, Srpska ženska dobrotvorna udruga, srpsko pjevačko društvo "Javor", Srpska obrtnička zadruga i dr.), ukupno je prikupljeno 18.350 kruna. 
Zgrada je posvećena 27. siječnja 1905. godine na blagdan svetog Save.
Zgradu su za svoje potrebe koristili: srpska pjevačka udruga "Javor" koja je raspolagala bogatom glazbenom knjižnicom, Srpska ženska dobrotvorna zadruga, srpsko prosvjetno i privredno udruženje "Posestrima" i Srpska pravoslavna crkvena općina. Od 1904. do 1919. godine u zgradi je radila srpska škola.
U zgradi su obilježavani važni nacionalni i vjerski blagdani, održavane svetosavske besjede, akademije, dobrotvorne zabave i druženja. Tijekom Drugog svjetskog rata zgrada je pretvorena u njemačko zapovjedništvo grada Vukovara, dok je od strane državnih organa Nezavisne Države Hrvatske imovina konfiscirana i otuđena. Zgrada "Srpskog doma" poslije Drugog svjetskog rata nacionalizirana je od strane komunista 1947. godine i korištena je u druge svrhe. S pročelja zgrade uklonjen je ćirilični natpis "Srpski dom".
Srpski dom teško je oštećen u Domovinskom ratu 1991. godine i zbog nerješenih vlasničkih odnosa između grada i Srpske pravoslavne crkve, te činjenice da je objekt još prije rata pod nepoznatim okolnostima uknjižen na gradsku tvrtku Velepromet.

## Sadašnje stanje
Kako nije bilo drugog rješenja, Srpsko narodno vijeće sa sjedištem u Zagrebu uplatilo je oko dva milijuna kuna sredstava Vlade Republike Srbije, te je 30. ožujka 2017. u Vukovaru potpisan kupoprodajni ugovor za otkup Srpskog doma koji predstavlja prvi korak u obnovi ovog za kulturni, društveni i vjerski život srpske zajednice grada Vukovara veoma značajnog objekta. Nakon što je vlada Republike Srbije izdvojila milijun eura za obnovu Srpskog doma u Vukovaru, počeli su pripremni radovi na tom objektu koji je u podjednakom vlasništvu Zajedničkog vijeća općina, Srpskog narodnog vijeća i Srpske pravoslavne crkvene općine Vukovar.
Po projektu planirana je obnova postojeće zgrade te gradnja nove u dvorištu s višenamjenskom velikom dvoranom za održavanje različitih manifestacija, kao i podrumskim prostorijama. U postojećoj zgradi bit će uredi za svećenike i okupljanje naroda sa šireg područja grada Vukovara. 
2019. godine završena je obnova pročelja zgrade kojoj je vraćen izvorni izgled te je nastavljena unutarnja obnova i uređenje prostora. 28. 2022. lipnja bio je povod za održavanje prve programske aktivnosti u velikoj novoizgradjenoj dvorani novoosnovane Kulturne ustanove Srpski dom u Vukovaru.

## Vanjske poveznice
- Zajednicko veće opština Vukovar
- Osječkopoljska i baranjska eparhija, SPC